# Tube Tales
Tube Tales é uma colecção de nove pequenos filmes baseados em experiências verídicas vividas por passageiros do Metropolitano de Londres, que enviáram as suas histórias para a revista Time Out. As gravações ocorreram no metropolitano em 1999.